# Believe It
| Recensione | Giudizio |
| ---------- | -------- |
| AllMusic   |          |

Believe It è un album discografico a nome della The New Tony Williams Lifetime, pubblicato dalla casa discografica Columbia Records nel 1975.

## Tracce

### LP
Lato A
1. Snake Oil – 6:26 (Tony Newton)
2. Fred – 6:45 (Allan Holdsworth)
3. Proto-Cosmos – 4:00 (Alan Pasqua)

Lato B
1. Red Alert – 4:34 (Tony Newton)
2. Wildlife – 5:18 (Tony Williams)
3. Mr. Spock – 6:12 (Allan Holdsworth)

### CD
Edizione CD del 2004, pubblicato dalla Columbia Records (5128982000)
1. Snake Oil – 6:26 (Tony Newton)
2. Fred – 6:44 (Allan Holdsworth)
3. Proto-Cosmos – 4:00 (Alan Pasqua)
4. Red Alert – 4:36 (Tony Newton)
5. Wildlife – 5:19 (Tony Williams)
6. Mr. Spock – 6:13 (Allan Holdsworth)
7. Celebration – 4:00 (Non accreditato (Copyright Control)) – Traccia bonus
8. Letsby – 6:35 (Allan Holdsworth) – Traccia bonus

## Formazione
- Tony Williams - batteria
- Allan Holdsworth - chitarra elettrica
- Alan Pasqua - pianoforte elettrico, clavinet
- Tony Newton - basso elettrico

Note aggiuntive
- Bruce Botnick - produttore, ingegnere delle registrazione
- Eric Meola - foto copertina album originale
- Don Hunstein - foto gruppo
- Gerard Huerta e Ed Lee - design copertina album originale[2]